# 13579 Allodd
13579 Allodd (1993 NA2) là một tiểu hành tinh vành đai chính được phát hiện ngày 12 tháng 7 năm 1993 bởi E. W. Elst ở Đài thiên văn Nam Âu.